# Jeannette Kawas

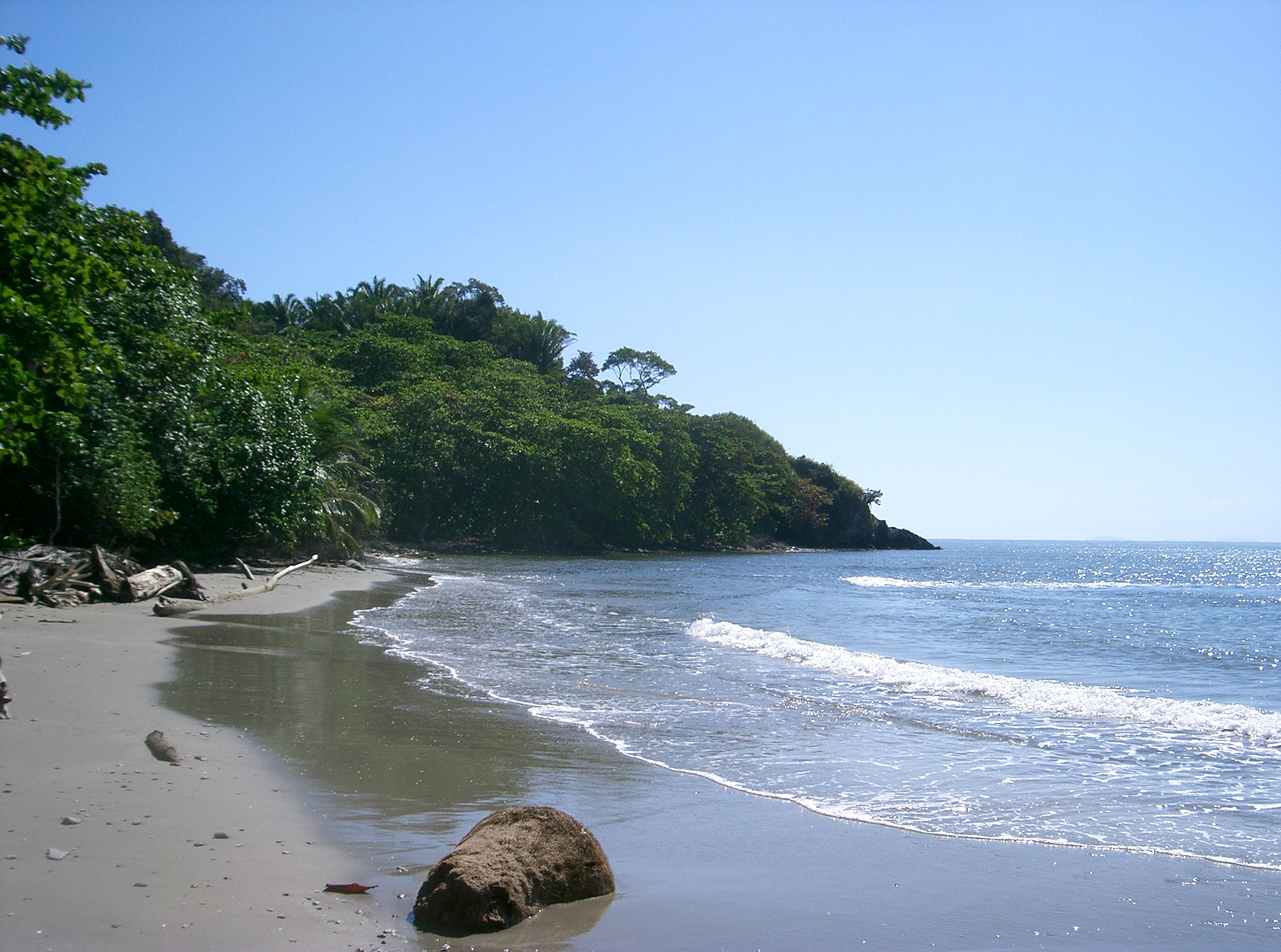
Parc Nacional Jeannette Kawas.

Blanca Jeannette Kawas Fernández, també coneguda com a Jeannette Kawas, (Tela, departament d'Atlántida, Hondures, 16 de gener de 1946 - Tela, departament d'Atlántida, Hondures, 6 de febrer de 1995) fou una activista política hondurenya, defensora del medi ambient i la comunitat indígena, motiu pel qual fou assassinada. Destacà en la protecció de més de 400 espècies de flora i fauna d'Hondures durant els seus últims anys de vida. El Parc Nacional Jeanette Kawas porta el seu nom en memòria.

## Biografia
Nascuda el 16 de gener de 1946 al municipi de Tela, al departament d'Atlántida, Hondures, estudià a l'escola "Miguel Paz Barahona" i aconseguí l'any 1967 el títol de Comptadora d'experts i el de Comptadora Pública. Posteriorment començà a treballar en algunes institucions financeres durant la dècada de 1970.
Casada amb Jim Watt, entre 1977 i 1979 donà a llum a dos fills. A principis de 1980 emigrà amb els infants a la ciutat estatunidenca de Nova Orleans, on estudià Informàtica, obtenint diversos certificats, premis i mencions pels seus resultats i excel·lència acadèmica. A principis de 1990 començà el seu treball a l'Associació Hondurenya d'Ecologia. Les activitats i progressos realitzats per a preservar 449 espècies de plantes, la diversitat de flora i fauna, llacunes costaneres, afloraments rocosos, pantans, manglars, costes rocoses, platges de sorra i selves situades en una franja costanera de 40 quilòmetres foren obstacles per a projectes empresarials.

## Assassinat
Kawas realitzà actes en contra del govern de Carlos Roberto Reina Idiáquez a causa de l'atorgament de títols de propietat a camperols i empresaris a les reserves de Punta Sal, avui anomenat Parc Nacional Jeanette Kawas.
Dos dies després de la protesta, el 6 de febrer de 1995, es trobava a la seva residència del barri del Centre, a la ciutat de Tela. Cap a les 19:45 hores, dos sospitosos no identificats hi entraren i l'assassinaren amb una arma de foc. Entre els sospitosos de l'atac mortal es troben el coronel Mario Amaya (conegut com a «Tigre Amaya»), qui s'hauria reunit amb el sergent Ismael Perdomo i Mario Pineda (conegut com a «Chapin») a la prefectura de policia de Tela.

## Fets posteriors
Com, en el seu moment, els operadors de justícia d'Hondures no mostraren interès en aclarir les causes de l'assassinat, el 13 de gener de 2003, l'Equip de Reflexió, Recerca i Comunicació (ERIC) de la Companyia de Jesús i el Centre per a la Justícia Internacional (CEJIL) responsabilitzaren a l'Estat d'Hondures, davant de la Comissió Interamericana de Drets Humans, per l'assassinat de Kawas, Carlos Escaleras i Carlos Luna.